# Wang Xiaotong
Wang Xiaotong war ein chinesischer Mathematiker des 6. und 7. Jahrhunderts. Er ist bekannt als Autor des Jigu Suanjing (Fortsetzung der alten Mathematik), einem der zehn mathematischen Klassiker (Suanjing shi shu).

## Leben
Wang Xiatong präsentierte sein Buch 618 dem ersten Kaiser der Tang-Dynastie Li Yuan. Im Buch stehen biographische Notizen von ihm. Danach war er früh an Mathematik interessiert und studierte die Neun Kapitel der Rechenkunst (Jiu Zhang Suanshu) und war besonders vom Kommentar von Liu Hui beeindruckt. Er wurde in der Sui-Dynastie Mathematiklehrer und stellvertretender Direktor des Amts für Astronomie.
623 erhielt er mit dem Beamten Zu Xiaosun den Auftrag, den kürzlich eingeführten neuen Kalender zu reformieren, da er bereits bei der Vorhersage von Finsternissen versagte. Dabei vertrat er allerdings rückständige Ansichten und geriet in Streit mit einem anderen Experten, Fu Renjun. So wollte er die Präzession der Äquinoktien, die seit Zu Chongzhi im 5. Jahrhundert bei Kalenderberechnungen benutzt wurden, vernachlässigen.
Sein Buch Jigu suanjing enthält 20 Probleme, darunter ein Problem über einen Hund, der einen Hasen verfolgt (nach Wang Xiatong astronomischen Ursprungs, der Wanderung des Monds durch die Ekliptik), 13 Probleme über Ingenieurswerke wie Volumen von Deichen und Getreidespeichern, Bau eines astronomischen Beobachtungsturms, Aushebung eines Kanals, und sechs Probleme über rechtwinklige Dreiecke. Viele der Probleme reduzierte er auf kubische Gleichungen (teilweise auch Gleichungen vierten Grades), die er dann numerisch löste. Es ist das erste chinesische Werk mit kubischen Gleichungen, die er geometrisch formulierte. Der chinesische Mathematikhistoriker des 18. Jahrhunderts Ruan Yuan sah darin die ersten Schritte zur Methode des Himmelelements (tian-yuan shu) für die Lösung von Gleichungen von Li Ye, das dem Horner-Schema entspricht.
Die Formulierung der Aufgaben ist teilweise sehr kompliziert. Eine Aufgabe befasst sich mit dem Volumen eines Deiches mit variablem trapezoidförmigem Querschnitt. Dabei bezieht er sich auf eine Methode von Zu Geng, der eine Variante des Prinzips von Cavalieri benutzte.